# Antony Gautier
Antony Gautier (* 19. November 1977 in Bailleul) ist ein französischer Fußballschiedsrichter und Politiker.
Gautier leitet seit der Saison 2006/07 Spiele in der Ligue 2 und seit der Saison 2007/08 Spiele in der Ligue 1. Ab 2010 stand er auf der FIFA-Liste und leitete bis zur Saison 2017/18 internationale Fußballspiele. Ab der Saison 2011/12 leitete Gautier insgesamt neun Spiele in der UEFA Europa League und vier Spiele in der UEFA Champions League. Zudem pfiff er Partien in der EM-Qualifikation für die EM 2012 und EM 2016, in der europäischen WM-Qualifikation für die WM 2014 in Brasilien sowie Freundschaftsspiele.
Bei der U-21-Europameisterschaft 2013 in Israel leitete Gautier zwei Gruppenspiele. Am 30. Mai 2015 leitete er das Finale des Coupe de France 2014/15 zwischen Paris Saint-Germain und AJ Auxerre (1:0).
Seit dem 13. Juli 2020 ist Gautier Bürgermeister von Bailleul.